# Dispersión de neutrones de ángulo pequeño con incidencia rasante
La dispersión de ángulo pequeño con incidencia rasante (GISAS por las siglas de la expresión en inglés grazing-incidence small-angle scattering) es una técnica de dispersión utilizada para estudiar superficies nanoestructuradas y películas delgadas. Las partículas dispersadas son fotones (dispersión de rayos X de ángulo pequeño con incidencia rasante, GISAXS) o neutrones (dispersión de neutrones de ángulo pequeño con incidencia rasante, GISANS). La técnica denominada GISAS combina las escalas de longitud accesibles de la dispersión de ángulo pequeño (SAS: SAXS o SANS) y la sensibilidad superficial a la difracción de incidencia rasante (GID).

## Aplicaciones

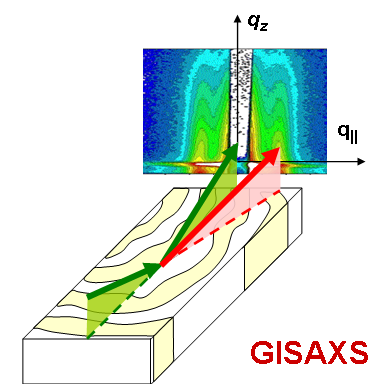
Geometría de un experimento GISAS. El haz incidente actúa sobre la muestra bajo un ángulo pequeño cercano al ángulo crítico de reflexión externa total de los rayos X. El intenso haz reflejado, así como la intensa dispersión en el plano incidente, se atenúan mediante un tope del haz en forma de varilla. La dispersión difusa de la muestra (flecha roja) se registra con un detector de área. Como ejemplo, en el plano del detector se muestra la dispersión de una película de copolímero en bloque con láminas perpendiculares. Los dos lóbulos de dispersión corresponden al período laminar lateral de aproximadamente 80 nm

Una aplicación típica de la técnica GISAS es la caracterización de fenómenos de autoensamblaje y de autoorganización a nanoescala en películas delgadas. Los sistemas estudiados mediante GISAS incluyen matrices de puntos cuánticos,
inestabilidades de crecimiento formadas durante el crecimiento in situ,
nanoestructuras autoorganizadas en películas delgadas de copolímeros,
mesofases de sílice,
y nanopartículas.
Levine y Cohen introdujeron GISAXS para estudiar la deshumectación del oro depositado sobre una superficie de vidrio. La técnica fue desarrollada aún más por Naudon y sus compañeros de trabajo para estudiar aglomerados metálicos en superficies e interfaces enterradas. Con la llegada de nanotecnología, otras aplicaciones evolucionaron rápidamente, primero en materia dura, como la caracterización de punto cuántico en superficies semiconductoras y la caracterización in situ de depósitos metálicos en superficies de óxido. A esto pronto le siguieron los sistemas materia blanda, como las películas polímero ultrafinas, las mezclas de polímeros, las películas copolímero y otras películas delgadas nanoestructuradas autoorganizadas que se han vuelto indispensables para la nanociencia y la tecnología. Los desafíos futuros de la técnica GISAS pueden residir en aplicaciones biológicas, como el análisis de proteínas, péptidos o virus adheridos a superficies o en capas lipídicas.

## Interpretación
Como técnica híbrida, el sistema GISAS combina conceptos de dispersión de ángulo pequeño por transmisión (SAS), de difracción de incidencia rasante (GID) y de reflectometría difusa. Del SAS utiliza los factores de forma y factores de estructura. Por su parte, del GID se utiliza la geometría de dispersión cercana a los ángulos críticos del sustrato y la película, y el carácter bidimensional de la dispersión, dando lugar a varillas difusas de intensidad de dispersión perpendiculares a la superficie. Con la reflectometría difusa (más allá de la especular) comparte fenómenos como el pico Yoneda/Vinyard en el ángulo crítico de la muestra y la teoría de dispersión, la aproximación a la onda distorsionada de Born (DWBA). Sin embargo, mientras que la reflectividad difusa permanece confinada al plano incidente (el plano dado por el haz incidente y la normal a la superficie), el sistema GISAS explora toda la dispersión desde la superficie en todas las direcciones, normalmente utilizando un detector de área. De este modo, se obtiene acceso a una gama más amplia de estructuras laterales y verticales y, en particular, es sensible a la morfología y al alineamiento preferencial de objetos a nanoescala en la superficie o dentro de la película delgada.
Como consecuencia particular del DWBA, en el caso de estudios de películas delgadas siempre se debe tener en cuenta la refracción de rayos X o neutrones, debido al hecho de que los ángulos de dispersión son pequeños, a menudo de menos de 1 grado. La corrección de refracción se aplica a la componente perpendicular del vector de dispersión con respecto al sustrato, mientras que la componente paralela no se ve afectada. Por tanto, la dispersión paralela a menudo puede interpretarse dentro de la teoría cinemática de SAS, mientras que las correcciones refractivas se aplican a la dispersión en cortes perpendiculares de la imagen de dispersión, por ejemplo en una varilla de dispersión.
En la interpretación de imágenes GISAS surge alguna complicación en la dispersión de películas con elementos de bajo peso atómico (Z), como por ejemplo los materiales orgánicos sobre obleas de silicio, cuando el ángulo de incidencia está entre los ángulos críticos de la película y el sustrato. En este caso, el haz reflejado desde el sustrato tiene una intensidad similar a la del haz incidente y, por lo tanto, la dispersión del haz reflejado desde la estructura de la película puede dar lugar a una duplicación de las características de dispersión en la dirección perpendicular. Esto, así como la interferencia entre la dispersión del haz directo y del reflejado, puede explicarse plenamente mediante la teoría de dispersión DWBA.
Estas complicaciones a menudo quedan más que compensadas por el hecho de que la mejora dinámica de la intensidad de la dispersión es significativa. En combinación con la sencilla geometría de dispersión, donde toda la información relevante está contenida en una única imagen de dispersión, se facilitan los experimentos in situ y en tiempo real. Específicamente, la autoorganización durante el crecimiento de MBE y los procesos de reorganización en películas de copolímeros en bloque bajo la influencia del vapor de solvente se han caracterizado en escalas de tiempo relevantes que van desde segundos hasta minutos. En última instancia, la resolución temporal está limitada por el flujo de rayos X en las muestras necesarias para recopilar una imagen y el tiempo de lectura del detector de área.

## Práctica experimental
Existen líneas de luz GISAXS dedicadas o parcialmente dedicadas en numerosas fuentes de luz sincrotrónicas (como por ejemplo, las instalaciones siguientes: Advanced Light Source (ALS), Australian Synchrotron, APS, ELETTRA (Italia), Diamond (Reino Unido), ESRF, National Synchrotron Light Source II (NSLS-II), Pohang Light. Fuente (Corea del Sur), SOLEIL (Francia), Sincrotrón de Shanghái (RP China), y SSRL).
En instalaciones de investigación de neutrones, el sistema GISANS se utiliza cada vez más, normalmente en instrumentos de ángulo pequeño (SANS) o en reflectómetros.
La técnica GISAS no requiere ninguna preparación de muestra específica aparte de las técnicas de deposición de películas finas. Los espesores de las películas pueden variar desde unos pocos nm hasta varios 100 de nm, y el haz de rayos X todavía penetra completamente estas películas delgadas. Se puede acceder a la superficie de la película, al interior de la película y a la interfaz sustrato-película. Variando el ángulo de incidencia se pueden identificar las diversas contribuciones.